# Falcon Crest
Falcon Crest (englisch für ‚Falken-Wappen‘) ist eine US-amerikanische Fernsehserie, deren 227 Folgen von 1981 bis 1990 entstanden. Gemeinsam mit Dallas, Der Denver-Clan und Unter der Sonne Kaliforniens gehörte sie zu den wöchentlichen Prime-Time-Soaps der 1980er Jahre. Während es sich bei den anderen Serien meist um das Ölgeschäft drehte, behandelte Falcon Crest das Thema Weinbau.

## Produktion
Filmregisseur Alexander Singer inszenierte zunächst den einstündigen, bislang unveröffentlichten Pilotfilm The Vintage Years. Barbara Stanwyck lehnte die zentrale Rolle der Weingutbesitzerin der Angela Channing ab. Stattdessen übernahm Oscar-Preisträgerin Jane Wyman, hier noch mit grauer Perücke. Einige Rollen wurden zu Serienbeginn nochmal umbesetzt, darunter Clu Gulager als Chase Gioberti und Samantha Eggar als seine Frau Maggie. Das Drehbuch von Earl Hamner junior wurde zu Folge 4 umgearbeitet. Dabei erhielt die Figur Julia Dorcas den neuen Nachnamen Cumson und Angela Channings Sohn Richard (gespielt von Michael Swan) wurde gestrichen. Ab Staffel 2 tritt David Selby in dieser Rolle auf und entpuppt sich nicht unmittelbar als Angelas Sohn. 
In weiteren Hauptrollen waren Robert Foxworth, Susan Sullivan und Mel Ferrer zu sehen. Neben damaligen Nachwuchsschauspielern wie Lorenzo Lamas traten zahlreiche renommierte Hollywood-Stars wie Morgan Fairchild, Leslie Caron, Ursula Andress, Lana Turner, Kim Novak, Gina Lollobrigida, Lauren Hutton, Eddie Albert, Rod Taylor, Cliff Robertson, Cesar Romero und Simon MacCorkindale in Gastrollen auf.
Schauplätze waren das fiktive Tuscany Valley sowie die Stadt San Francisco in Kalifornien. Als Drehort für das Tuscany Valley dienten das Sonoma und Napa Valley, zwei Weinbaugebiete nördlich von San Francisco. Das viktorianische Herrenhaus auf Falcon Crest ist die Villa Miravalle des Weingutes Spring Mountain in St. Helena, in dem die Innenaufnahmen des Pilotfilms gedreht wurden. Später wurde das Haus im Studio nachgebaut. Die deutsche Synchronisation entstand nach einem Dialogbuch von Kurt E. Ludwig unter der Dialogregie von Wolfgang Schick.

## Figuren
| Figur            | Darsteller                                | Deutscher Sprecher                                     |
| ---------------- | ----------------------------------------- | ------------------------------------------------------ |
| Angela Channing  | Jane Wyman                                | Edith Schneider                                        |
| Chase Gioberti   | Robert Foxworth                           | Randolf Kronberg                                       |
| Maggie Channing  | Susan Sullivan                            | Dagmar Heller                                          |
| Richard Channing | David Selby                               | Frank Engelhardt                                       |
| Julia Cumson     | Abby Dalton                               | Ingrid Capelle                                         |
| Lance Cumson     | Lorenzo Lamas                             | Michael Schwarzmaier                                   |
| Melissa Agretti  | Ana Alicia                                | Sabine von Maydell (St. 1–2)Sabina Trooger (St. 3–8)   |
| Cole Gioberti    | William R. Moses                          | Pierre Peters-Arnolds                                  |
| Emma Channing    | Margaret Ladd                             | Ursula Wolff                                           |
| Chao-Li          | Chao-Li Chi                               | Panos Papadopulos (St. 1–7, 9)Abbas Maghfurian (St. 8) |
| Vickie Gioberti  | Jamie Rose (St. 1–2)Dana Sparks (St. 6–7) | Katharina Lopinski                                     |
| Phillip Erikson  | Mel Ferrer                                | Gert Günther Hoffmann                                  |

Angela Gioberti Channingist die unumstrittene Clanchefin und die despotische Herrscherin von Falcon Crest. Sie hat sich zum Ziel gesetzt, dass Falcon Crest ganz Tuscany Valley beherrscht. Um dieses Ziel zu erreichen, ist ihr fast jedes Mittel recht. Angela schmiedet immer wieder Intrigen gegen die anderen Winzer im Tal, um an ihr Land zu kommen. Selbst gegen ihre eigene Familie intrigiert sie, sei es auch nur, um ihnen klarzumachen, wer in der Familie und auf Falcon Crest das Sagen hat. Zu ihren Gegnern zählen ihr Neffe Chase und Richard, der Sohn ihres verstorbenen Ex-Mannes, der – wie sich später herausstellt – ihr leiblicher Sohn ist.
Chase Gioberti (bis Staffel 6)ist in den ersten Staffeln Angelas Gegenspieler. Nach dem Tod seines Vaters ziehen er und seine Familie ins Tuscany Valley, um das Weingut, das er geerbt hat, zu bewirtschaften, was seiner Tante Angela ein Dorn im Auge ist. Sie beginnt, Chase und seine Familie mit hinterhältigen Tricks zu bekämpfen, um sie aus dem Tal zu vertreiben und das vormals zu Falcon Crest gehörende Land wieder einzugliedern. Beim Versuch, Angelas Tochter Julia zu verhaften, die als Mörderin überführt wurde, wird er angeschossen und lebensgefährlich verletzt. Doch er besitzt Kampfgeist und lässt sich nicht so einfach vertreiben. Nachdem seine Frau Maggie von Jeff Wainwright entführt wurde, kommt es bei der Befreiung zu einem Schusswechsel, bei dem Chase schwer verletzt wird und mehrere Tage mit dem Tode ringt. Beim Versuch, seinen Sohn Kevin und Melissa Agretti nach einem Autounfall aus dem Hafenbecken von San Francisco zu retten, taucht er nicht mehr auf; seine Leiche wird nicht gefunden.
Maggie Gioberti Channing (bis Staffel 8)ist zu Beginn der Serie Chases Ehefrau und freiberufliche Journalistin. Sie ist und bleibt während der ganzen Serie eine patente Frau mit liebenswertem Charakter. Nach Chases Tod verliebt sie sich in Richard, beide heiraten, doch die Ehe scheitert. Sie ertrinkt bei einem Unfall im Swimmingpool.
Richard Channing (ab Staffel 2)vermeintlich ein unehelicher Sohn von Angelas Ex-Mann Douglas, erbt von seinem Vater die Leitung der Zeitung San Francisco Globe und zieht nach San Francisco. Als skrupelloser Geschäftsmann mit Verbindungen zum organisierten Verbrechen versucht er, die Weinindustrie von Tuscany Valley unter seine Kontrolle zu bringen. Er ist auf der Suche nach seiner leiblichen Mutter und findet sie zunächst in Chases Mutter Jaqueline Perrault. Später stellt sich jedoch heraus, dass er in Wirklichkeit Angelas angeblich bei der Geburt gestorbener Sohn ist.
Julia Cumson (bis Staffel 5)ist Angelas älteste Tochter und die Mutter von Lance. Sie kümmert sich hauptsächlich um die Weinherstellung. Ihre große Liebe, Tony Cumson (Lances Vater), wurde von Angela von Falcon Crest vertrieben. Nachdem sie Carlo Agretti getötet hat, kommt sie ins Gefängnis und geht, nachdem sie erblindet, in ein Kloster nach Oregon, später nach Italien.
Lance CumsonJulias Sohn und Angelas Enkel. Er ist ein Playboy und wird von klein auf von Angela nach ihren Vorstellungen erzogen, um später das Erbe von Falcon Crest antreten zu können. Er unterstützt seine Großmutter bei jedem ihrer Pläne. Seine erste Ehefrau ist Melissa Agretti. Später heiratet er die Tochter eines Vorarbeiters auf Falcon Crest, Pilar Ortega.
Melissa Agretti (bis Staffel 8)besitzt das Agretti-Weingut, mit dem die Giobertis lange verfeindet sind, und heiratet Lance. Sie stellt sich immer wieder gegen Angela und versucht, sie als Herrin über Falcon Crest abzulösen. Später heiratet sie Cole Gioberti, mit dem sie bereits ein Kind hat. Um sich an Angela zu rächen, legt sie Feuer im Herrenhaus auf Falcon Crest und kommt darin um.
Darstellerin Ana Alicia kehrt kurz darauf noch einmal zurück als Melissas Doppelgängerin Samantha Ross.
Cole Gioberti (bis Staffel 6)Sohn von Maggie und Chase. Nachdem seine erste Frau stirbt, heiratet er Melissa Agretti. Nach der Scheidung von ihr und Streitigkeiten mit seinem Vater verlässt er die Gioberti-Weinkellerei und Tuscany Valley und segelt nach Australien.
Emma Channingist Angelas zweite Tochter. Sie ist psychisch krank und kann den von ihr mitverursachten Unfalltod ihres Onkels (Chases Vater) nicht überwinden. Nach einem Aufenthalt im Sanatorium arbeitet sie für den New San Francisco Globe, von dem sie durch den Tod ihres Vaters Anteile besitzt. Alle ihre Beziehungen zu Männern scheitern; oft wird sie von ihnen nur ausgenutzt, um an Falcon Crest zu kommen.
Chao-Li ChiAngelas Chauffeur und Butler. Chao-Li ist seiner Chefin immer zu Diensten und unterstützt sie in allen Dingen. Selbst vor kriminellen Machenschaften schreckt er nicht zurück, wenn es um das Wohl seiner Vorgesetzten geht.
Victoria „Vickie“ Gioberti (bis Staffel 7)ist die Tochter von Maggie und Chase. Nachdem ihre erste Ehe scheitert, verlässt sie Tuscany Valley und geht nach New York. Später kehrt sie zurück und heiratet Eric Stavros.
Phillip Erikson (bis Staffel 3)Angelas korrupter Anwalt und Freund. Später heiratet er Angela und kommt bei einem Flugzeugabsturz ums Leben.
| Figur                  | Darsteller          | Deutscher Sprecher  | Auftritte  |
| ---------------------- | ------------------- | ------------------- | ---------- |
| Terry Hartford Ranson  | Laura Johnson       | Eva Kinsky          | St. 3–5    |
| Greg Reardon           | Simon MacCorkindale | Hartmut Becker      | St. 4–5    |
| Pamela Lynch           | Sarah Douglas       | Viktoria Brams      | St. 3–4    |
| Pamela Lynch           | Martine Beswick     | Viktoria Brams      | St. 5      |
| Gustav Riebmann        | Paul Freeman        | Jochen Striebeck    | St. 4      |
| Peter Stavros          | Cesar Romero        | Holger Hagen        | St. 5–6, 8 |
| Kit Marlowe            | Kim Novak           | Karin Kernke        | St. 6      |
| Dan Fixx               | Brett Cullen        | Christian Tramitz   | St. 6–7    |
| Eric Stavros           | John Callahan       | Elmar Wepper        | St. 5–7    |
| Nick Angretti          | David Beecroft      | Walter von Hauff    | St. 8      |
| Pilar Ortega           | Kristian Alfonso    | Manuela Renard      | St. 8–9    |
| Lauren Sharpe          | Wendy Phillips      | Maria Böhme         | St. 9      |
| Frank Agretti          | Rod Taylor          | Hartmut Reck        | St. 7–9    |
| Genele Ericson         | Andrea Thompson     | Elisabeth Endriss   | St. 9      |
| Michael Sharpe         | Gregory Harrison    | Berno von Cramm     | St. 9      |
| Jacqueline Perrault    | Lana Turner         | Eva Pflug           | St. 1      |
| Tony Cumson            | John Saxon          | Hartmut Reck        | St. 1      |
| Nick Hogan             | Roy Thinnes         | Amadeus August      | Ep. 20–42  |
| Diana Hunter           | Shannon Tweed       | Kerstin de Ahna     | St. 2      |
| Linda Caproni Gioberti | Mary Kate McGeehan  | Simone Brahmann     |            |
| Dr. Michael Ranson     | Cliff Robertson     | Karl Walter Diess   |            |
| Francesca Gioberti     | Gina Lollobrigida   | Margot Leonard      |            |
| Lorraine Prescott      | Kate Vernon         | Susanne von Medvey  | St. 4      |
| Jordan Roberts         | Morgan Fairchild    | Alexandra Lange     |            |
| Charlotte Pershing     | Jane Greer          | Ursula Traun        | St. 4      |
| Madame Malec           | Ursula Andress      | Helga Trümper       |            |
| Cassandra Wilder       | Anne Archer         | Karin Anselm        | Ep. 88–109 |
| Roland Saunders        | Robert Stack        | Erik Schumann       | St. 6      |
| Anna Rossini           | Celeste Holm        | Gisela Hoeter       | St. 4      |
| Meredith Braxton       | Jane Badler         | Roswitha Krämer     |            |
| Shannon Taylor         | Tahnee Welch        | Katrin Fröhlich     | St. 7      |
| Joel McCarthy          | Parker Stevenson    | Jürgen Clausen      | St. 4      |
| Pater Bob              | Bob Curtis          | Leon Rainer         | St. 1      |
| Pater Bob              | Bob Curtis          | Mogens von Gadow    | St. 5      |
| Pater Bob              | Bob Curtis          | Ulrich Bernsdorff   | St. 7      |
| Vince Karlotti         | Marjoe Gortner      | Tonio von der Meden | St. 6      |
| Sheriff Floyd Gilmore  | John Bennett Perry  | Christoph Lindert   | St. 5–6    |

## Episoden

### Staffel 1 (1981/82)
| Nr. (ges.)                                                                 | Nr. (St.) | Deutscher Titel       | Originaltitel                     | Erstausstrahlung USA | Deutschsprachige Erstausstrahlung (D) | Regie          | Drehbuch                                                             | Zuschauer (USA) |
| -------------------------------------------------------------------------- | --------- | --------------------- | --------------------------------- | -------------------- | ------------------------------------- | -------------- | -------------------------------------------------------------------- | --------------- |
| 1                                                                          | 1         | Das Haus der Väter    | In His Father's House             | 4. Dez. 1981         | 13. Sep. 1983                         | Michael Preece | Robert McCullough                                                    | 21,8 Mio.       |
| 2                                                                          | 2         | Der Saboteur          | A Time For Saboteurs              | 11. Dez. 1981        | 20. Sep. 1983                         | Michael Preece | Sandra Kay Siegel                                                    | 20,1 Mio.       |
| 3                                                                          | 3         | Erste Ernte           | The Tangled Vines                 | 11. Dez. 1981        | 27. Sep. 1983                         | Jack Bender    | E.F. Wallengren                                                      | 19,0 Mio.       |
| 4                                                                          | 4         | Die Lektion           | The Harvest                       | 25. Dez. 1981        | 4. Okt. 1983                          | Michael Preece | Earl Hamner jr.                                                      | 15,7 Mio.       |
| 5                                                                          | 5         | Tonys Rückkehr        | Tony Comes Home                   | 1. Jan. 1982         | 11. Okt. 1983                         | Jack Bender    | Katharyn Michaelian Powers                                           | 23,8 Mio.       |
| 6                                                                          | 6         | Verwandte Seelen      | Kindred Spirits                   | 8. Jan. 1982         | 18. Okt. 1983                         | Jack Bender    | Judy Merl & Paul Eric Myers                                          | 22,6 Mio.       |
| 7                                                                          | 7         | Der Verführer         | The Extortionist                  | 15. Jan. 1982        | 25. Okt. 1983                         | Michael Preece | Garner Simmons                                                       | 21,5 Mio.       |
| 8                                                                          | 8         | Herr im Haus          | Lord of the Manor                 | 22. Jan. 1982        | 1. Nov. 1983                          | Jeffrey Hayden | E.F. Wallengren                                                      | 23,6 Mio.       |
| 9                                                                          | 9         | Ein dunkler Tag       | Dark Journey                      | 29. Jan. 1982        | 8. Nov. 1983                          | Joseph Manduke | Katharyn Michaelian Powers                                           | 20,3 Mio.       |
| 10                                                                         | 10        | Erpresser und Opfer   | Victims                           | 5. Feb. 1982         | 15. Nov. 1983                         | Harvey Laidman | Garry Day & Bethel Leslie                                            | 22,0 Mio.       |
| 11                                                                         | 11        | Liebe oder Geld       | For Love or Money                 | 12. Feb. 1982        | ?                                     | Fernando Lamas | Kathleen Hite                                                        | 21,2 Mio.       |
| 12                                                                         | 12        | Die Familienfeier     | Family Reunion                    | 19. Feb. 1982        | ?                                     | Larry Elikann  | Robert McCullough                                                    | 25,2 Mio.       |
| 13                                                                         | 13        | Der Kandidat          | The Candidate                     | 26. Feb. 1982        | ?                                     | Ernest Pintoff | Robert McCullough, E.F. Wallengren, Mary Ann Kasica & Michael Scheff | 22,2 Mio.       |
| 14                                                                         | 14        | Fehlschläge           | House of Cards                    | 12. März 1982        | ?                                     | Larry Elikann  | Michael Halperin                                                     | 19,9 Mio.       |
| 15                                                                         | 15        | Ende einer Party      | Heir Apparent                     | 19. März 1982        | ?                                     | Harry Harris   | Kathleen Hite                                                        | 19,9 Mio.       |
| 16                                                                         | 16        | Zwischen Gut und Böse | The Good, the Bad and the Profane | 2. Apr. 1982         | ?                                     | Bill Duke      | E.F. Wallengren & Robert McCullough                                  | 22,2 Mio.       |
| 17                                                                         | 17        | Offene Fragen         | Penultimate Questions             | 9. Apr. 1982         | ?                                     | Alan J. Levi   | Robert McCullough                                                    | 22,0 Mio.       |
| 18                                                                         | 18        | Endgültige Antworten  | Ultimate Answers                  | 16. Apr. 1982        | ?                                     | Michael Preece | Robert McCullough                                                    | 21,4 Mio.       |
| Recherche der deutschen Erstausstrahlung unter http://www.tvprogramme.net/ |           |                       |                                   |                      |                                       |                |                                                                      |                 |

### Staffel 2 (1982/83)
| Nr. (ges.)                                                                 | Nr. (St.) | Deutscher Titel           | Originaltitel         | Erstausstrahlung USA | Deutschsprachige Erstausstrahlung (D) | Regie           | Drehbuch                            | Zuschauer (USA) |
| -------------------------------------------------------------------------- | --------- | ------------------------- | --------------------- | -------------------- | ------------------------------------- | --------------- | ----------------------------------- | --------------- |
| 19                                                                         | 1         | Die Herausforderung       | The Challenge         | 1. Okt. 1982         | ?                                     | Harry Harris    | Robert McCullough                   | 19,3 Mio.       |
| 20                                                                         | 2         | Der neue Mann             | The Arrival           | 8. Okt. 1982         | ?                                     | Bill Duke       | Robert McCullough                   | 20,3 Mio.       |
| 21                                                                         | 3         | Schmutziges Wasser        | Troubled Water        | 15. Okt. 1982        | ?                                     | Harry Harris    | Stephen Black & Henry Stern         | 15,9 Mio.       |
| 22                                                                         | 4         | Unter Mordverdacht        | Murder One            | 22. Okt. 1982        | ?                                     | Bill Duke       | Irv Pearlburg                       | 22,0 Mio.       |
| 23                                                                         | 5         | Enthüllungen              | The Exposé            | 5. Nov. 1982         | ?                                     | Harry Harris    | Garner Simmons                      | 19,1 Mio.       |
| 24                                                                         | 6         | Eigene Wege               | Home Away from Home   | 12. Nov. 1982        | ?                                     | Bill Duke       | Kathleen Hite                       | 20,4 Mio.       |
| 25                                                                         | 7         | Unruhige Nacht            | The Namesake          | 19. Nov. 1982        | ?                                     | Harry Harris    | E.F. Wallengren                     | 20,4 Mio.       |
| 26                                                                         | 8         | Heimlicher Abschied       | Choices               | 26. Nov. 1982        | ?                                     | Bill Duke       | Leah Markus                         | 19,0 Mio.       |
| 27                                                                         | 9         | Die Rettung               | The Vigil             | 3. Dez. 1982         | ?                                     | Harry Harris    | Scott Hamner                        | 22,8 Mio.       |
| 28                                                                         | 10        | Doppeltes Spiel           | Confrontations        | 10. Dez. 1982        | ?                                     | Bill Duke       | Dick Nelson                         | 20,8 Mio.       |
| 29                                                                         | 11        | Das Dokument              | United We Stand...    | 17. Dez. 1982        | ?                                     | Gwen Arner      | E.F. Wallengren                     | 21,5 Mio.       |
| 30                                                                         | 12        | Indiskretionen            | ...Divided We Fall    | 31. Dez. 1982        | ?                                     | Stan Lathan     | Stephen Black & Henry Stern         | 16,6 Mio.       |
| 31                                                                         | 13        | Die Rivalinnen            | Pas de Deux           | 7. Jan. 1983         | ?                                     | Gwen Arner      | Garner Simmons                      | 23,2 Mio.       |
| 32                                                                         | 14        | Verdächtige Spuren        | Above Suspicion       | 14. Jan. 1983        | ?                                     | Larry Elikann   | Robert McCullough & Suzanne Herrera | 22,7 Mio.       |
| 33                                                                         | 15        | Falsche Versprechungen    | Broken Promises       | 21. Jan. 1983        | ?                                     | Nell Cox        | Robert McCullough & Suzanne Herrera | 21,9 Mio.       |
| 34                                                                         | 16        | Deutliche Warnung         | Deliberate Disclosure | 28. Jan. 1983        | 29. Mai 1984                          | Larry Elikann   | Scott Hamner                        | 23,8 Mio.       |
| 35                                                                         | 17        | Liebe und Gehorsam        | Love, Honor and Obey  | 4. Feb. 1983         | ?                                     | Michael Preece  | Kathleen A. Shelley                 | 20,1 Mio.       |
| 36                                                                         | 18        | Trennungen                | Separate Hearts       | 11. Feb. 1983        | ?                                     | Harvey Laidman  | Stephen Black & Henry Stern         | 15,4 Mio.       |
| 37                                                                         | 19        | Die Reise nach Frankreich | The Odyssey           | 18. Feb. 1983        | 19. Juni 1984                         | Harry Harris    | Garner Simmons & E.F. Wallengren    | 22,1 Mio.       |
| 38                                                                         | 20        | Das Ultimatum             | Ultimatums            | 25. Feb. 1983        | 26. Juni 1984                         | Joseph Manduke  | Barry Steinberg                     | 21,5 Mio.       |
| 39                                                                         | 21        | Wirbelstürmel             | Maelstrom             | 4. März 1983         | ?                                     | Robert Foxworth | Robert McCullough                   | 22,5 Mio.       |
| 40                                                                         | 22        | Das Geständnis            | Climax                | 11. März 1983        | 10. Juli 1984                         | Harry Harris    | Robert McCullough                   | 23,7 Mio.       |
| Recherche der deutschen Erstausstrahlung unter http://www.tvprogramme.net/ |           |                           |                       |                      |                                       |                 |                                     |                 |

### Staffel 3 (1983/84)
| Nr. (ges.)                                                                 | Nr. (St.) | Deutscher Titel            | Originaltitel         | Erstausstrahlung | Deutschsprachige Erstausstrahlung (D) | Regie             | Drehbuch                            | Zuschauer (USA) |
| -------------------------------------------------------------------------- | --------- | -------------------------- | --------------------- | ---------------- | ------------------------------------- | ----------------- | ----------------------------------- | --------------- |
| 41                                                                         | 1         | Dunkles Erwachen           | Cimmerian Dawn        | 30. Sep. 1983    | ?                                     | Harry Harris      | Robert McCullough                   | 23,4 Mio.       |
| 42                                                                         | 2         | Bittere Medizin            | Penumbra              | 7. Okt. 1983     | ?                                     | Gwen Arner        | Robert McCullough                   | 19,8 Mio.       |
| 43                                                                         | 3         | Die Verschwörung           | Conspiracy            | 14. Okt. 1983    | 18. Sep. 1984                         | Harry Harris      | Garner Simmons                      | 19,4 Mio.       |
| 44                                                                         | 4         | Gehversuche                | Partners              | 21. Okt. 1983    | 25. Sep. 1984                         | Gwen Arner        | Garner Simmons                      | 22,2 Mio.       |
| 45                                                                         | 5         | Das Schuldbekenntnis       | Judge and Jury        | 28. Okt. 1983    | 2. Okt. 1984                          | Harry Harris      | E.F. Wallengren                     | 21,3 Mio.       |
| 46                                                                         | 6         | Das Urteil                 | The Wages of Sin      | 4. Nov. 1983     | 9. Okt. 1984                          | Gwen Arner        | E.F. Wallengren                     | 23,3 Mio.       |
| 47                                                                         | 7         | Das Testament              | The Last Laugh        | 11. Nov. 1983    | 16. Okt. 1984                         | Harry Harris      | Stephen Black & Henry Stern         | 23,3 Mio.       |
| 48                                                                         | 8         | Ausgestoßen                | Solitary Confinements | 18. Nov. 1983    | 23. Okt. 1984                         | Gwen Arner        | Stephen Black & Henry Stern         | 23,7 Mio.       |
| 49                                                                         | 9         | Täuschungsmanöver          | Chameleon Charades    | 25. Nov. 1983    | 30. Okt. 1984                         | Harry Harris      | Robert McCullough                   | 21,1 Mio.       |
| 50                                                                         | 10        | Versteckspiele             | Double Dealing        | 2. Dez. 1983     | 6. Nov. 1984                          | Gwen Arner        | Robert McCullough                   | 23,0 Mio.       |
| 51                                                                         | 11        | Verraten und verkauft      | The Betrayal          | 9. Dez. 1983     | 13. Nov. 1984                         | Harry Harris      | E.F. Wallengren                     | 24,4 Mio.       |
| 52                                                                         | 12        | Der Eklat                  | Coup d'État           | 16. Dez. 1983    | 20. Nov. 1984                         | Gwen Arner        | E.F. Wallengren                     | 22,0 Mio.       |
| 53                                                                         | 13        | Grenzüberschreitungen      | No Trespassing        | 23. Dez. 1983    | 27. Nov. 1984                         | Joseph Manduke    | Stephen Black & Henry Stern         | 21,4 Mio.       |
| 54                                                                         | 14        | Die feindlichen Brüder     | Sport of Kings        | 6. Jan. 1984     | 4. Dez. 1984                          | Larry Elikann     | Robert McCullough & E.F. Wallengren | 22,5 Mio.       |
| 55                                                                         | 15        | Schatten der Vergangenheit | Queen's Gambit        | 13. Jan. 1984    | 11. Dez. 1984                         | Robert Foxworth   | Robert McCullough & E.F. Wallengren | 21,5 Mio.       |
| 56                                                                         | 16        | Saure Trauben              | Bitter Harvest        | 20. Jan. 1984    | 18. Dez. 1984                         | Larry Elikann     | Stephen Black & Henry Stern         | 21,5 Mio.       |
| 57                                                                         | 17        | Faustschläge               | Power Play            | 3. Feb. 1984     | 8. Jan. 1985                          | Mel Ferrer        | Greg Strangis                       | 21,7 Mio.       |
| 58                                                                         | 18        | Ein hoher Preis            | Changing Times        | 10. Feb. 1984    | 15. Jan. 1985                         | Michael Preece    | Richard Freiman                     | 22,1 Mio.       |
| 59                                                                         | 19        | Der Sturz                  | The Aftermath         | 17. Feb. 1984    | 22. Jan. 1985                         | Barbara Peeters   | Ann Marcus & E.F. Wallengren        | 23,9 Mio.       |
| 60                                                                         | 20        | Schlimme Nachrichten       | Tests of Faith        | 24. Feb. 1984    | 29. Jan. 1985                         | Reza Badiyi       | Robert McCullough & Garner Simmons  | 21,7 Mio.       |
| 61                                                                         | 21        | Zu spät                    | Little Boy Blue       | 9. März 1984     | 5. Feb. 1985                          | Harry Harris      | Claire Whitaker                     | 21,7 Mio.       |
| 62                                                                         | 22        | Finstere Nacht             | The Gathering Storm   | 16. März 1984    | 5. Feb. 1985                          | Reza Badiyi       | Rocci Chatfield & Ray Goldstone     | 21,0 Mio.       |
| 63                                                                         | 23        | Letzte Hoffnung            | Final Countdown       | 23. März 1984    | 19. Feb. 1985                         | Harry Harris      | James Fritzhand                     | 23,0 Mio.       |
| 64                                                                         | 24        | Morgendämmerung            | Love's Triumph        | 6. Apr. 1984     | 26. Feb. 1985                         | Harry Harris      | Robert McCullough & Suzanne Herrera | 21,8 Mio.       |
| 65                                                                         | 25        | Das große Rennen           | Win, Place, and Show  | 13. Apr. 1984    | ?                                     | Robert McCullough | Robert McCullough & Suzanne Herrera | 20,5 Mio.       |
| 66                                                                         | 26        | Die Hochzeit               | For Better or Worse   | 4. Mai 1984      | ?                                     | Harry Harris      | Ellis Marcus                        | 22,0 Mio.       |
| 67                                                                         | 27        | Die Abrechnung             | The Avenger           | 11. Mai 1984     | ?                                     | Michael Preece    | Garner Simmons                      | 23,3 Mio.       |
| 68                                                                         | 28        | Flug in den Wolken         | Ashes to Ashes        | 18. Mai 1984     | ?                                     | Barbara Peeters   | E.F. Wallengren & Ann Marcus        | 23,7 Mio.       |
| Recherche der deutschen Erstausstrahlung unter http://www.tvprogramme.net/ |           |                            |                       |                  |                                       |                   |                                     |                 |

### Staffel 4 (1984/85)
| Nr. (ges.)                                                                 | Nr. (St.) | Deutscher Titel             | Originaltitel           | Erstausstrahlung USA | Deutschsprachige Erstausstrahlung (D) | Regie                  | Drehbuch                          | Zuschauer (USA) |
| -------------------------------------------------------------------------- | --------- | --------------------------- | ----------------------- | -------------------- | ------------------------------------- | ---------------------- | --------------------------------- | --------------- |
| 69                                                                         | 1         | Requiem                     | Requiem                 | 28. Sep. 1984        | 29. Aug. 1985                         | Harry Harris           | Rod Peterson & Claire Whitaker    | 23,4 Mio.       |
| 70                                                                         | 2         | Eigenwillige Partner        | Father's Day            | 28. Sep. 1984        | 3. Sep. 1985                          | Reza Badiyi            | E.F. Wallengren                   | 20,0 Mio.       |
| 71                                                                         | 3         | Die Champagnerparty         | Strangers               | 12. Okt. 1984        | 10. Sep. 1985                         | Harry Harris           | Claire Whitaker                   | 18,5 Mio.       |
| 72                                                                         | 4         | Machtwechsel                | The Outcasts            | 19. Okt. 1984        | 17. Sep. 1985                         | Reza Badiyi            | Rod Peterson                      | 19,4 Mio.       |
| 73                                                                         | 5         | Überfälle                   | Shadows                 | 26. Okt. 1984        | 24. Sep. 1985                         | Harry Harris           | William Schmidt                   | 19,9 Mio.       |
| 74                                                                         | 6         | Die Stieftochter            | Lord of the Valley      | 2. Nov. 1984         | 1. Okt. 1985                          | Reza Badiyi            | E.F. Wallengren                   | 21,9 Mio.       |
| 75                                                                         | 7         | Störenfriede                | The Intruder            | 9. Nov. 1984         | 8. Okt. 1985                          | Harry Harris           | Scott Hamner                      | 21,1 Mio.       |
| 76                                                                         | 8         | Besitzansprüche             | Pain and Pleasure       | 16. Nov. 1984        | 15. Okt. 1985                         | Reza Badiyi            | Greg Strangis                     | 20,5 Mio.       |
| 77                                                                         | 9         | Die Trumpfkarte             | The Trump Card          | 23. Nov. 1984        | 22. Okt. 1985                         | Harry Harris           | William Schmidt                   | 18,8 Mio.       |
| 78                                                                         | 10        | Tarantella                  | Tarantella              | 30. Nov. 1984        | 29. Okt. 1985                         | Reza Badiyi            | Claire Whitaker                   | 21,1 Mio.       |
| 79                                                                         | 11        | Das höchste Gebot           | Going Once, Going Twice | 7. Dez. 1984         | 5. Nov. 1985                          | Harry Harris           | E.F. Wallengren                   | 20,7 Mio.       |
| 80                                                                         | 12        | Das Triumvirat              | The Triumvirate         | 14. Dez. 1984        | 12. Nov. 1985                         | Reza Badiyi            | Rod Peterson                      | 20,4 Mio.       |
| 81                                                                         | 13        | Wettrennen                  | Winner Take All         | 21. Dez. 1984        | ?                                     | Barbara Peeters        | William Schmidt                   | 18,4 Mio.       |
| 82                                                                         | 14        | Tödliche Falle              | Suitable for Framing    | 28. Dez. 1984        | ?                                     | Stan Lathan            | E.F. Wallengren                   | 21,2 Mio.       |
| 83                                                                         | 15        | Teufelskreis                | Vicious Circle          | 4. Jan. 1985         | ?                                     | Larry Elikann          | Rod Peterson                      | 21,5 Mio.       |
| 84                                                                         | 16        | Schweigen ist teuer         | Insult and Injury       | 11. Jan. 1985        | ?                                     | Barbara Peeters        | Juliet Law Packer                 | 21,8 Mio.       |
| 85                                                                         | 17        | Giftproben                  | Acid Tests              | 25. Jan. 1985        | ?                                     | Larry Elikann          | Claire Whitaker                   | 20,0 Mio.       |
| 86                                                                         | 18        | Die Kraftprobe              | The Showdown            | 1. Feb. 1985         | ?                                     | Michael Preece         | Rod Peterson & E.F. Wallengren    | 20,1 Mio.       |
| 87                                                                         | 19        | Die Vergeltung              | Retribution             | 1. Feb. 1985         | ?                                     | Barbara Peeters        | Rod Peterson & E.F. Wallengren    | 20,3 Mio.       |
| 88                                                                         | 20        | Der letzte Tag der Freiheit | Forsaking All Others    | 15. Feb. 1985        | ?                                     | Lorraine Senna Ferrara | Claire Whitaker & E.F. Wallengren | 19,4 Mio.       |
| 89                                                                         | 21        | Die Versöhnung              | Recriminations          | 22. Feb. 1985        | ?                                     | Lorraine Senna Ferrara | Greg Strangis                     | 20,2 Mio.       |
| 90                                                                         | 22        | Verschlossene Türen         | House Divided           | 8. März 1985         | ?                                     | Joseph Manduke         | William Schmidt & Claire Whitaker | 17,5 Mio.       |
| 91                                                                         | 23        | Der Prozess                 | The Trial               | 15. März 1985        | ?                                     | Robert Foxworth        | Paul L. Ehrmann                   | 17,6 Mio.       |
| 92                                                                         | 24        | Rechtssprechung             | Justice for All         | 29. März 1985        | ?                                     | Philip Leacock         | Dick Nelson                       | 19,2 Mio.       |
| 93                                                                         | 25        | Ein teuflischer Plan        | Devil's Harvest         | 12. Apr. 1985        | ?                                     | Robert Foxworth        | John F. Perry                     | 18,5 Mio.       |
| 94                                                                         | 26        | Schachzüge                  | The Decline...          | 19. Apr. 1985        | ?                                     | Reza Badiyi            | Rod Peterson & Greg Strangis      | 16,9 Mio.       |
| 95                                                                         | 27        | Fluchtwege                  | ...and the Fall         | 3. Mai 1985          | ?                                     | Barbara Peeters        | Greg Strangis & Rod Peterson      | 18,3 Mio.       |
| 96                                                                         | 28        | Traurige Wahrheiten         | Cold Comfort            | 10. Mai 1985         | ?                                     | Philip Leacock         | William Schmidt                   | 19,1 Mio.       |
| 97                                                                         | 29        | Späte Reue                  | Confessions             | 17. Mai 1985         | ?                                     | Barbara Peeters        | Claire Whitaker                   | 22,0 Mio.       |
| 98                                                                         | 30        | Der Racheengel              | The Avenging Angel      | 24. Mai 1985         | ?                                     | Reza Badiyi            | E.F. Wallengren                   | 16,4 Mio.       |
| Recherche der deutschen Erstausstrahlung unter http://www.tvprogramme.net/ |           |                             |                         |                      |                                       |                        |                                   |                 |

### Staffel 5 (1985/86)
| Nr. (ges.) | Nr. (St.) | Deutscher Titel         | Originaltitel         | Erstausstrahlung USA | Regie               | Drehbuch                          |
| ---------- | --------- | ----------------------- | --------------------- | -------------------- | ------------------- | --------------------------------- |
| 99         | 1         | Phoenix aus der Asche   | The Phoenix           | 4. Okt. 1985         | Reza Badiyi         | Rod Peterson & Claire Whitaker    |
| 100        | 2         | Fremd im eigenen Haus   | Unfinished Business   | 11. Okt. 1985        | Robert Foxworth     | E.F. Wallengren                   |
| 101        | 3         | Blutsbande              | Blood Brothers        | 18. Okt. 1985        | Reza Badiyi         | E.F. Wallengren                   |
| 102        | 4         | Licht in der Dunkelheit | Echoes                | 25. Okt. 1985        | Robert Foxworth     | William Schmidt                   |
| 103        | 5         | Brandstifter            | Ingress and Egress    | 1. Nov. 1985         | Reza Badiyi         | Greg Strangis                     |
| 104        | 6         | Köder und Fußangeln     | Sharps and Flats      | 8. Nov. 1985         | Robert Foxworth     | Greg Strangis                     |
| 105        | 7         | Partnerschaftswechsel   | Changing Partners     | 15. Nov. 1985        | Reza Badiyi         | Deanne Barkley                    |
| 106        | 8         | Sturmwarnungen          | Storm Warning         | 22. Nov. 1985        | Philip Leacock      | Dick Nelson                       |
| 107        | 9         | Die Verlobung           | The Naked Truth       | 29. Nov. 1985        | Reza Badiyi         | E.F. Wallengren                   |
| 108        | 10        | Rätselhafte Begegnungen | Inconceivable Affairs | 6. Dez. 1985         | Philip Leacock      | William Schmidt                   |
| 109        | 11        | Gestörte Beziehungen    | Strange Bedfellows    | 13. Dez. 1985        | Reza Badiyi         | Greg Strangis                     |
| 110        | 12        | Falsche Hoffnungen      | False Hope            | 20. Dez. 1985        | Philip Leacock      | E.F. Wallengren & Greg Strangis   |
| 111        | 13        | Dichtung und Wahrheit   | Fair Game             | 3. Jan. 1986         | Stan Lathan         | E.F. Wallengren & Greg Strangis   |
| 112        | 14        | Der Ehevertrag          | Conundrum             | 10. Jan. 1986        | Gwen Arner          | E.F. Wallengren & Greg Strangis   |
| 113        | 15        | Macht und Einfluss      | Checkmate             | 17. Jan. 1986        | Simon MacCorkindale | William Schmidt                   |
| 114        | 16        | Kollisionskurs          | Collision Course      | 24. Jan. 1986        | Harry Harris        | Claire Whitaker                   |
| 115        | 17        | Zerbrochene Träume      | Shattered Dreams      | 31. Jan. 1986        | Robert Foxworth     | Kate Boutilier                    |
| 116        | 18        | Gewinner und Verlierer  | Gambit Exposed        | 7. Feb. 1986         | Harry Harris        | Greg Strangis                     |
| 117        | 19        | Gesucht und gefunden    | Finders and Losers    | 14. Feb. 1986        | Philip Leacock      | Dick Nelson                       |
| 118        | 20        | Der Verzicht            | Flesh and Blood       | 21. Feb. 1986        | Harry Harris        | E.F. Wallengren                   |
| 119        | 21        | Gesetz und Moral        | Law and Ardor         | 28. Feb. 1986        | Harry Harris        | Claire Whitaker & E.F. Wallengren |
| 120        | 22        | Versteckte Absichten    | Hidden Meanings       | 7. März 1986         | Philip Leacock      | Greg Strangis & William Schmidt   |
| 121        | 23        | In Abwesenheit          | In Absentia           | 14. März 1986        | Robert Foxworth     | Juliet Law Packer                 |
| 122        | 24        | Die einzige Zeugin      | Unholy Alliance       | 4. Apr. 1986         | Larry Elikann       | Dick Nelson                       |
| 123        | 25        | Abgründe                | Dangerous Ground      | 11. Apr. 1986        | Harry Harris        | Kate Boutilier                    |
| 124        | 26        | Die Voraussagung        | Cease and Desist      | 2. Mai 1986          | Reza Badiyi         | Greg Strangis                     |
| 125        | 27        | Ausgeliefert            | Consumed              | 9. Mai 1986          | Harry Harris        | John F. Perry                     |
| 126        | 28        | Die Befreiung           | Captive Hearts        | 16. Mai 1986         | Reza Badiyi         | William Schmidt                   |
| 127        | 29        | Das Erdbeben            | Cataclysm             | 22. Mai 1986         | Harry Harris        | E.F. Wallengren                   |

### Staffel 6 (1986/87)
| Nr. (ges.) | Nr. (St.) | Deutscher Titel          | Originaltitel         | Erstausstrahlung USA | Regie             | Drehbuch                        |
| ---------- | --------- | ------------------------ | --------------------- | -------------------- | ----------------- | ------------------------------- |
| 128        | 1         | Überlebende und Opfer    | Aftershocks           | 3. Okt. 1986         | Reza Badiyi       | Richard Gollance                |
| 129        | 2         | Albträume                | Living Nightmare      | 10. Okt. 1986        | Roy Campanella II | Dick Nelson                     |
| 130        | 3         | Unerwünschter Besuch     | The Stranger Within   | 17. Okt. 1986        | Reza Badiyi       | William Schmidt                 |
| 131        | 4         | Das Kurhotel             | Fatal Attraction      | 24. Okt. 1986        | Roy Campanella II | Howard Lakin                    |
| 132        | 5         | Gefährlicher Reiz        | Perilous Charm        | 24. Okt. 1986        | Reza Badiyi       | Scott Hamner                    |
| 133        | 6         | Flammen am Horizont      | Flashpoint            | 7. Nov. 1986         | Roy Campanella II | E.F. Wallengren                 |
| 134        | 7         | Reise ohne Wiederkehr    | Double Jeopardy       | 14. Nov. 1986        | Nicholas Sgarro   | Greg Strangis                   |
| 135        | 8         | Bewerbungen              | Nepotism              | 21. Nov. 1986        | Philip Leacock    | Richard Gollance                |
| 136        | 9         | Stimmen aus dem Jenseits | Slow Seduction        | 28. Nov. 1986        | Nicholas Sgarro   | Howard Lakin                    |
| 137        | 10        | Mit vollen Segeln        | Maggie                | 5. Dez. 1986         | Philip Leacock    | E.F. Wallengren                 |
| 138        | 11        | In der Klemme            | Hot Spots             | 12. Dez. 1986        | Nicholas Sgarro   | Greg Strangis                   |
| 139        | 12        | Auf der falschen Seite   | False Front           | 19. Dez. 1986        | Philip Leacock    | William Schmidt                 |
| 140        | 13        | Verpasste Anschlüsse     | Missed Connections    | 2. Jan. 1987         | Robert Foxworth   | Richard Gollance                |
| 141        | 14        | Die Entführung           | Dark Passion          | 9. Jan. 1987         | Nick Havinga      | Howard Lakin                    |
| 142        | 15        | Nachforschungen          | When the Bough Breaks | 23. Jan. 1987        | Michael A. Hoey   | Greg Strangis & E.F. Wallengren |
| 143        | 16        | Eine Stadt in Angst      | The Cradle Will Fall  | 30. Jan. 1987        | Roy Campanella II | E.F. Wallengren & Greg Strangis |
| 144        | 17        | Tanz auf dem Vulkan      | Topspin               | 6. Feb. 1987         | Michael A. Hoey   | William Schmidt                 |
| 145        | 18        | Freunde und Helfer       | A Piece of Work       | 13. Feb. 1987        | Joseph Scanlan    | Richard Gollance                |
| 146        | 19        | Die Geburt               | Dance of Deception    | 20. Feb. 1987        | Robert Foxworth   | Howard Lakin                    |
| 147        | 20        | Faule Tricks             | Hat Trick             | 27. Feb. 1987        | Charles Correll   | E.F. Wallengren                 |
| 148        | 21        | Kampflinien              | Battle Lines          | 6. März 1987         | Harry Harris      | Greg Strangis                   |
| 149        | 22        | Ohne Ausweg              | Nowhere to Run        | 13. März 1987        | Robert Foxworth   | Jeff Freilich                   |
| 150        | 23        | Falsches Alibi           | Cold Hands            | 27. März 1987        | Michael A. Hoey   | Richard Gollance                |
| 151        | 24        | Spurensuche              | Body and Soul         | 3. Apr. 1987         | Stan Lathan       | Max von Nathanmar               |
| 152        | 25        | Unglaubliche Geschichten | Loose Cannons         | 10. Apr. 1987        | Michael A. Hoey   | Greg Strangis                   |
| 153        | 26        | Der Vielgeliebte         | The Great Karlotti    | 1. Mai 1987          | Reza Badiyi       | E.F. Wallengren                 |
| 154        | 27        | Kettenreaktion           | Chain Reaction        | 8. Mai 1987          | Jeff Freilich     | Howard Lakin                    |
| 155        | 28        | Verzweiflung             | Desperation           | 15. Mai 1987         | Reza Badiyi       | Howard Lakin & Jeff Freilich    |

### Staffel 7 (1987/88)
| Nr. (ges.) | Nr. (St.) | Deutscher Titel         | Originaltitel             | Erstausstrahlung USA | Regie            | Drehbuch                                                       |
| ---------- | --------- | ----------------------- | ------------------------- | -------------------- | ---------------- | -------------------------------------------------------------- |
| 156        | 1         | Vermisst                | Opening Moves             | 2. Okt. 1987         | Reza Badiyi      | James Fritzhand                                                |
| 157        | 2         | Verstoßen und vergessen | Obsession, Possession     | 9. Okt. 1987         | Michael A. Hoey  | Lisa Seidman                                                   |
| 158        | 3         | Pokerspiele             | Redemption                | 16. Okt. 1987        | Reza Badiyi      | Cynthia Darnell                                                |
| 159        | 4         | Die Explosion           | The Big Bang              | 23. Okt. 1987        | Michael A. Hoey  | Joel J. Feigenbaum                                             |
| 160        | 5         | Scherben                | Dead End                  | 30. Okt. 1987        | Reza Badiyi      | William Schmidt                                                |
| 161        | 6         | Alte Liebe              | New Faces                 | 6. Nov. 1987         | Michael A. Hoey  | Diana Kopald Marcus                                            |
| 162        | 7         | Rache ist süß           | Sweet Revenge             | 13. Nov. 1987        | Reza Badiyi      | Lisa Seidman                                                   |
| 163        | 8         | Menschenjagd            | Man Hunt                  | 20. Nov. 1987        | Michael A. Hoey  | James Fritzhand                                                |
| 164        | 9         | Wettlauf mit der Zeit   | Hunter's Moon             | 27. Nov. 1987        | Reza Badiyi      | Cynthia Darnell                                                |
| 165        | 10        | Freunde und Liebhaber   | Lovers and Friends        | 4. Dez. 1987         | Michael A. Hoey  | Diana Kopald Marcus                                            |
| 166        | 11        | Spielleidenschaft       | Across the Bridge         | 11. Dez. 1987        | Reza Badiyi      | Christopher Trumbo & Merl Edelman                              |
| 167        | 12        | Schwarz und weiß        | Twist and Shout           | 18. Dez. 1987        | Michael A. Hoey  | Howard Lakin                                                   |
| 168        | 13        | Unsaubere Methoden      | Rescue Me                 | 8. Jan. 1988         | Tim Hunter       | Howard Lakin                                                   |
| 169        | 14        | Das Wespennest          | Hornet's Nest             | 15. Jan. 1988        | Michael A. Hoey  | James Fritzhand                                                |
| 170        | 15        | Polterabend             | The Uncertainty Principle | 29. Jan. 1988        | Jeff Freilich    | Cynthia Darnell                                                |
| 171        | 16        | Eine harte Nuss         | A Madness Most Discreet   | 5. Febr. 1988        | Joseph Scanlan   | Lisa Siedman                                                   |
| 172        | 17        | Wolkenbrüche            | Stormy Weather            | 12. Febr. 1988       | Jeff Freilich    | Howard Lakin                                                   |
| 173        | 18        | Vermächtnisse           | Legacy                    | 19. Febr. 1988       | Joseph Scanlan   | Diana Kopald Marcus                                            |
| 174        | 19        | Verwicklungen           | Wheels Weeding Wheels     | 4. März 1988         | George Kaczender | Cynthia Darnell                                                |
| 175        | 20        | Channing gegen Channing | Channing Vs. Channing     | 11. März 1988        | Nicholas Sgarro  | Lisa Seidman                                                   |
| 176        | 21        | Irrwege                 | False Faces               | 18. März 1988        | Jeff Freilich    | Rebecca Pogrow & Susan Estabrook                               |
| 177        | 22        | Der Pakt mit dem Teufel | Dirty Tricks              | 25. März 1988        | Dennis Donnelly  | James Fritzhand                                                |
| 178        | 23        | Selbsthilfe             | Flying Blind              | 8. Apr. 1988         | Joseph Scanlan   | Cynthia Darnell & Howard Lakin                                 |
| 179        | 24        | Der Schlüssel zu Angela | The Key To Angela         | 8. Apr. 1988         | Dennis Donnelly  | Howard Lakin & Lisa Seidman                                    |
| 180        | 25        | Eine Ladung Sprengstoff | King’s Gambit             | 15. Apr. 1988        | George Kaczender | Jeff Freilich, James Fritzhand, Howard Lakin & Cynthia Darnell |
| 181        | 26        | Das Verhör              | Telling Tales             | 22. Apr. 1988        | Reza Badiyi      | Jeff Freilich, Diana Kopald Marcus & Cynthia Darnell           |
| 182        | 27        | Unzureichende Beweise   | As Tears Go By            | 29. Apr. 1988        | Jeff Freilich    | Jeff Freilich & Lisa Seidman                                   |
| 183        | 28        | Es war einmal           | Last Dance                | 6. Mai 1988          | Jeff Freilich    | Howard Lakin                                                   |

### Staffel 8 (1988/89)
| Nr. (ges.) | Nr. (St.) | Deutscher Titel              | Originaltitel         | Erstausstrahlung USA | Regie                  | Drehbuch                        | Zuschauer (USA) |
| ---------- | --------- | ---------------------------- | --------------------- | -------------------- | ---------------------- | ------------------------------- | --------------- |
| 184        | 1         | Veränderte Zeiten            | Changing Times        | 28. Okt. 1988        | Michael A. Hoey        | Diana Kopald Marcus             | 20,7 Mio.       |
| 185        | 2         | Lebewohl und Auf Wiedersehen | Farewell, My Lovelies | 4. Nov. 1988         | George Kaczender       | Cynthia Darnell                 | 17,9 Mio.       |
| 186        | 3         | Rauchende Trümmer            | Dust to Dust          | 11. Nov. 1988        | Jerome Courtland       | Stuart Rosenberg                | 17,0 Mio.       |
| 187        | 4         | Schuldig oder nicht schuldig | Jeopardy              | 18. Nov. 1988        | Dennis Donnelly        | Kathy McCormick                 | 17,6 Mio.       |
| 188        | 5         | Geheimnisse                  | Tuscany Venus         | 2. Dez. 1988         | Jerome Courtland       | Michael Halperin                | 17,6 Mio.       |
| 189        | 6         | Alte und neue Lügen          | Liars Anonymous       | 9. Dez. 1988         | Kate Swofford Tilley   | Gary Stephens & Julie Moskowitz | 17,7 Mio.       |
| 190        | 7         | Väter und Söhne              | Life with Father      | 16. Dez. 1988        | Nicholas Sgarro        | Amy Tebo                        | 16,0 Mio.       |
| 191        | 8         | Die falsche Wahl             | Solomon's Choice      | 6. Jan. 1989         | Joseph Scanlan         | Cynthia Darnell                 | 17,9 Mio.       |
| 192        | 9         | Misstrauen                   | Suspicion             | 13. Jan. 1989        | Jerome Courtland       | Linda Elstad                    | 16,7 Mio.       |
| 193        | 10        | Die Braut ist fort           | There Goes the Bride  | 20. Jan. 1989        | Joseph Scanlan         | Stephen Black & Henry Stern     | 19,5 Mio.       |
| 194        | 11        | Heimlichkeiten               | True Confessions      | 3. Feb. 1989         | Nicholas Sgarro        | Rena Down                       | 17,8 Mio.       |
| 195        | 12        | Ein Baby zuviel              | And Baby Makes Three  | 10. Feb. 1989        | Shelley Levinson       | Stephen Black & Henry Stern     | 17,4 Mio.       |
| 196        | 13        | Einladung zum Dinner         | Dinner at Eight       | 17. Feb. 1989        | Robert Becker          | Joel Okmin & Michael Filerman   | 18,2 Mio.       |
| 197        | 14        | Drohendes Unheil             | Uneasy Allies         | 3. März 1989         | Nicholas Sgarro        | Greg Stephens & Julie Moskowitz | 17,0 Mio.       |
| 198        | 15        | Das lange Warten             | The Vigil             | 10. März 1989        | Joe Coppoletta         | Linda Elstad                    | 16,2 Mio.       |
| 199        | 16        | Der tiefe Brunnen            | Missing Links         | 17. März 1989        | Michael Preece         | Stephen Black & Henry Stern     | 16,3 Mio.       |
| 200        | 17        | Die Doppelgängerin           | Resurrection          | 31. März 1989        | Jerome Courtland       | Rena Down                       | 16,7 Mio.       |
| 201        | 18        | Zwischen den Fronten         | Enquiring Minds       | 7. Apr. 1989         | Peter Ellis            | Stephen Black & Henry Stern     | 16,2 Mio.       |
| 202        | 19        | Wahn und Wirklichkeit        | Grand Delusions       | 14. Apr. 1989        | Reza Badiyi            | Mark Edens                      | 16,4 Mio.       |
| 203        | 20        | Abgeschoben                  | Ties That Bind        | 5. Mai 1989          | Joe Coppoletta         | Lee Schneider                   | 16,4 Mio.       |
| 204        | 21        | Wer zuletzt lacht...         | The Last Laugh        | 12. Mai 1989         | Lorraine Senna Ferrara | Rena Down                       | 16,4 Mio.       |
| 205        | 22        | Der Untergang                | Decline and Fall      | 19. Mai 1989         | Jerome Courtland       | Stephen Black & Henry Stern     | 17,1 Mio.       |

### Staffel 9 (1989/90)
| Nr. (ges.) | Nr. (St.) | Deutscher Titel            | Originaltitel            | Erstausstrahlung USA | Regie                  | Drehbuch                        | Zuschauer (USA) |
| ---------- | --------- | -------------------------- | ------------------------ | -------------------- | ---------------------- | ------------------------------- | --------------- |
| 206        | 1         | Der Preis der Freiheit     | The Price of Freedom     | 29. Sep. 1989        | Jerry Thorpe           | Joel Surnow & Cyrus Nowrasteh   | 15,1 Mio.       |
| 207        | 2         | Ein gefährlicher Liebhaber | Charley                  | 6. Okt. 1989         | Reza Badiyi            | Alan Moskowitz                  | 14,4 Mio.       |
| 208        | 3         | Familienbande              | Flesh and Blood          | 13. Okt. 1989        | Robert Scheerer        | Sheri Anderson                  | 15,4 Mio.       |
| 209        | 4         | Auge um Auge               | Payback                  | 20. Okt. 1989        | Reza Badiyi            | Robert Cochran                  | 15,8 Mio.       |
| 210        | 5         | Kampf um das Erbe          | Soul Sacrifice           | 3. Nov. 1989         | Jerome Courtland       | Sheri Anderson & Alan Moskowitz | 14,1 Mio.       |
| 211        | 6         | Das Bacchusfest            | God of the Grape         | 10. Nov. 1989        | Reza Badiyi            | Colleen Carroll                 | 13,9 Mio.       |
| 212        | 7         | Nachhilfe in Sachen Mord   | Doctor Dollars           | 17. Nov. 1989        | Jerome Courtland       | Cyrus Nowrasteh                 | 13,8 Mio.       |
| 213        | 8         | Riskantes Spiel            | Luck Wave                | 1. Dez. 1989         | Lorraine Senna Ferrara | Paul & Sharon Boorstin          | 14,4 Mio.       |
| 214        | 9         | Adieu Charley              | Merry Christmas, Charley | 8. Dez. 1989         | Jerome Courtland       | Joel Surnow & Cyrus Nowrasteh   | 14,1 Mio.       |
| 215        | 10        | Dannys Coup                | Danny                    | 15. Dez. 1989        | Peter Ellis            | Thomas J. Spath                 | 14,4 Mio.       |
| 216        | 11        | Die Zeitbombe              | Time Bomb                | 5. Jan. 1990         | Jerome Courtland       | Robert Cochran                  | 14,8 Mio.       |
| 217        | 12        | Dem Wahnsinn nahe          | Madness Descending       | 12. Jan. 1990        | Peter Ellis            | Alan Moskowitz                  | 14,6 Mio.       |
| 218        | 13        | Millionen-Poker            | Four Women               | 19. Jan. 1990        | Jerome Courtland       | Joel Surnow & Cyrus Nowrasteh   | 14,7 Mio.       |
| 219        | 14        | Geschwisterliebe           | Brotherly Love           | 2. Feb. 1990         | Peter Ellis            | Frank V. Furino                 | 14,1 Mio.       |
| 220        | 15        | Wo ist Lauren?             | Finding Lauren           | 16. Feb. 1990        | Jerome Courtland       | Joel Surnow & Cyrus Nowrasteh   | 13,0 Mio.       |
| 221        | 16        | Bildergeld                 | Walking Money            | 23. Feb. 1990        | Tim Hunter             | Thomas J. Spath                 | 14,0 Mio.       |
| 222        | 17        | Stunden der Angst          | Vigil                    | 9. März 1990         | Jerome Courtland       | David Ehrman                    | 12,5 Mio.       |
| 223        | 18        | Im Dunkel der Nacht        | Dark Streets             | 16. März 1990        | Peter Ellis            | Robert Cochran                  | 11,8 Mio.       |
| 224        | 19        | Böse Überraschung          | Crimes of the Past       | 26. Apr. 1990        | Robert Scheerer        | Alan Moskowitz                  | 11,2 Mio.       |
| 225        | 20        | Angelas Rückkehr           | The Return               | 3. Mai 1990          | Peter Ellis            | Joel Surnow                     | 10,6 Mio.       |
| 226        | 21        | Zwischen zwei Vätern       | Danny's Song             | 10. Mai 1990         | Cyrus Nowrasteh        | Joel Surnow & Cyrus Nowrasteh   | 12,5 Mio.       |
| 227        | 22        | Glückliches Ende           | Home Again               | 17. Mai 1990         | Reza Badiyi            | Robert Cochran                  | 12,3 Mio.       |